# Aschaffenburger Biwak
Das Aschaffenburger Biwak ist eine Biwakschachtel der Sektion Aschaffenburg des Deutschen Alpenvereins (DAV). Es liegt in den Zillertaler Alpen in Tirol in Österreich, zwischen Stillupgrund und Sundergrund in der Nähe des Weisskarjöchl auf einer Höhe von 2135 m ü. A., Talort ist Mayrhofen.

## Geschichte
Die Sektion Aschaffenburg wurde am 16. Dezember 1896 in Aschaffenburg als Sektion Aschaffenburg des Deutschen und Österreichischen Alpenvereins (DuOeAV) gegründet. Vom Deutschen Alpenverein erhielt die Sektion Aschaffenburg 1975 ein alpines Arbeitsgebiet zugewiesen. Der von der Sektion Aschaffenburg bezuschusste und in Zusammenarbeit mit den Sektionen Würzburg und Kassel erstellte Höhenweg zwischen der Edelhütte und der Kasseler Hütte in den Zillertaler Alpen wurde im Jahr 1978 fertig gestellt und seitdem von der Sektion betreut. Als Zeichen der Anerkennung für die Unterstützung durch die Sektion Aschaffenburg entstand in den Jahren 1976 und 1977 bei den Würzburger und Kasseler Bergfreunden die Idee, den kurz vor der Fertigstellung stehenden „Sieben-Schneiden-Weg“, Aschaffenburger Höhenweg zu nennen. Die Länge des Höhenweges beträgt 14 km, um etwa bei widrigem Wetter oder Konditionsproblemen einem Bergsteiger Unterschlupf zu bieten, stellte die Sektion Aschaffenburg zirka in der Mitte des Höhenweges ein Biwak auf. Diese Notunterkunft, eine alte, baufällig gewordene Schäferhütte, wurde 2010 abgetragen. Eine neue Hütte für 30.000 € wurde 2011 an gleicher Stelle wieder errichtet, ein Pfarrer aus Mayrhofen weihte sie ein.

## Lage
Die kleine hölzerne Biwak liegt ungefähr auf halber Distanz zwischen der Edelhütte und der Kasseler Hütte auf dem Berliner Höhenweg oberhalb des Zillertals in Tirol.

## Ausstattung
Das Aschaffenburger Biwak ist eine reine Notunterkunft, es bietet lediglich vier Lagerplätze, einen Holzofen, Holz sowie Kochgeschirr und Besteck. Sonst gibt es keinerlei Komfort. Licht über Photovoltaik. Kein Handy-Empfang, kein WLAN, kein fließendes Wasser. Nur im Sommer geöffnet.

## Touren und Gipfel
- Hintere Stangenspitze, Zillertaler Alpen, Hochtour, Zillertaler Alpen, 16,2 km, 8 Std. 3225 m ü. A.
- Grune Wand to Mayrhofen, Wanderung, Mayrhofen-Hippach, 15,3 km, 4 Std.
- Sonntagskarkopf, Bergtour, Zillertaler Alpen, 6,7 km, 7 Std. 3013 m ü. A.
- Ahrntaler Schmugglerpfade - Etappe 2.c: Von der Kasseler Hütte über Keilbachjoch, Almenpfad und Heiliggeistjöchl zur Plauener Hütte, Bergtour Zillertaler Alpen, 38,2 km, 19 Std.
- Zentralalpenweg West: Etappe E01 bis E43, Bergtouren, Zillertaler Alpen
- Sentieri contrabbandieri della Valle Aurina - Tappa 2.b: Dalla capanna Kasseler Hütte alla malga Holzerböden, Bergtour, Zillertaler Alpen, 8,8 km, 7 Std.
- Zillertaler Runde: Etappe 8, Wanderung, Mayrhofen-Hippach, 15,7 km, 7 Std.[3]

## Übergänge zu Nachbarhütten
- Grüne Wand Haus, bewirtschaftete Hütte, Zillertaler Alpen (1436 m ü. NHN)
- Taxachalm, Sennalpe, Zillertaler Alpen (1472 m ü. NHN)
- Kasseler Hütte, bewirtschaftete Hütte, Zillertaler Alpen (2177 m ü. NHN)
- Karl-von-Edel-Hütte, bewirtschaftete Hütte, Zillertaler Alpen (2238 m ü. NHN)
- Greizer Hütte, bewirtschaftete Hütte, Zillertaler Alpen (2227 m ü. NHN)
- Hochleger, Alpe, Zillertaler Alpen (2024 m ü. NHN)
- Filzenalm, Alpe bewirtschaftet, Zillertaler Alpen (1897 m ü. NHN)[4]

## Karten
- Alpenvereinskarte 35/1 Zillertaler Alpen - West: Topographische Karte 1:25.000: Wegmarkierung Landkarte – Gefaltete Karte. ISBN 978-3-948256-08-1
- Alpenvereinskarte 35/2 Zillertaler Alpen - Mitte: Topographische Karte 1:25.000: Wegmarkierung Landkarte – Gefaltete Karte. ISBN 978-3-928777-59-9
- Alpenvereinskarte 35/3 Zillertaler Alpen - Ost: Topographische Karte 1:25.000: Wegmarkierung Landkarte – Gefaltete Karte. ISBN 978-3-928777-85-8